# Nycteola afzeliana
Nycteola afzeliana är en fjärilsart som beskrevs av Nils Samuel Swederus 1787. Nycteola afzeliana ingår i släktet Nycteola och familjen trågspinnare. Inga underarter finns listade i Catalogue of Life.